# 壬申の乱

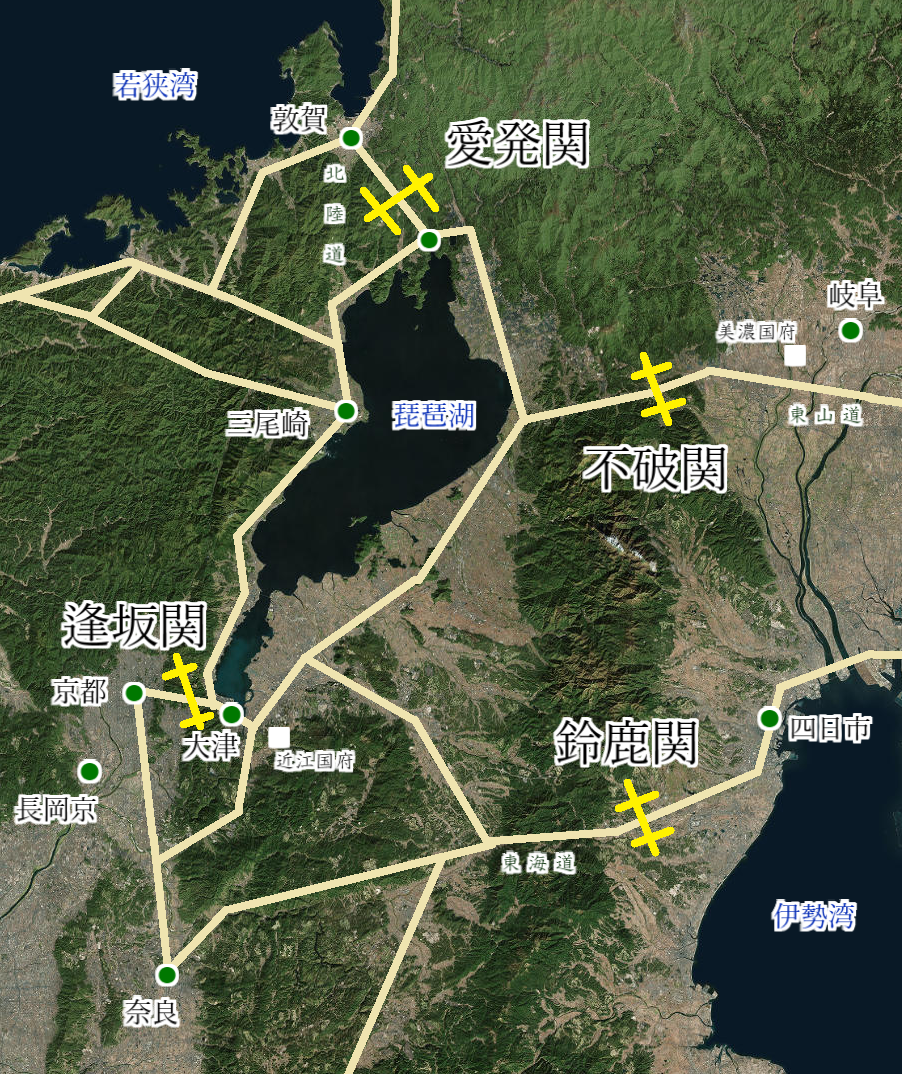
不破関のおよその位置を示した地図

壬申の乱（じんしんのらん）は、天武天皇元年6月24日 - 7月23日、（ユリウス暦672年7月24日 - 8月21日）に起こった古代日本最大の内乱である。
天智天皇の太子・大友皇子（1870年（明治3年）に弘文天皇の称号を追号）に対し、皇弟・大海人皇子（後の天武天皇）が兵を挙げて勃発した。反乱者である大海人皇子が勝利するという、日本では例を見ない内乱であった。
名称の由来は、天武天皇元年（672年）が干支で壬申に当たることによる。

## 乱の経過
660年代後半、都を近江宮へ移していた天智天皇は同母弟の大海人皇子を皇太子に立てていたが、天智天皇10年10月17日（671年11月23日）、自身の皇子である大友皇子を太政大臣につけて後継とする意思を見せはじめた。その後、天智天皇は病に臥せる。大海人皇子は大友皇子を皇太子として推挙し、自ら出家を申し出て、吉野宮（現在の奈良県吉野町）に下った。
12月3日（672年1月7日）、近江宮の近隣山科にて天智天皇が46歳で崩御した。天智天皇は大海人皇子の申し出を受け入れたとされ、24歳で大友皇子が跡を継ぐ。大海人皇子は天武天皇元年6月24日（7月24日）に吉野を出立した。まず名張に入り駅家を焼いたが、名張郡司は出兵を拒否した。大海人皇子は美濃、伊勢、伊賀、熊野やその他の豪族の信頼を得た。続いて伊賀に入り、ここでは阿拝郡司（現在の伊賀市北部）が兵約500で参戦した。そして積殖（つみえ、現在の伊賀市柘植）で長男の高市皇子の軍と合流した（鈴鹿関で合流したとする説もある）。この時、大海人皇子は近江朝廷における左右大臣と御史大夫による合議のことを述べているが、大海人皇子は近江朝廷が既に破綻していたことを把握していたと考えられる。さらに伊勢国でも郡司の協力で兵を得ることに成功し、美濃へ向かった。美濃では大海人皇子の指示を受けて多品治が既に兵を興しており、不破の道を封鎖した。これにより皇子は東海道、東山道の諸国から兵を動員することができるようになった。美濃に入り、東国からの兵力を集めた大海人皇子は7月2日（7月31日）に軍勢を二手にわけて大和と近江の二方面に送り出した。
近江朝廷の大友皇子側は、天武元年（672年）6月26日には、大友皇子が群臣に方針を諮ったとあるが、近江朝廷の構成から考えて、その相手は左右の大臣と3人の御史大夫のみであり、既に大化前代以来のマヘツキミ合議体はその機能を完全に喪失していたと見られる。群臣の中の4人の重臣（中臣金以外か）は諸国に使節を派遣して農民兵を徴兵した。当時の地方支配体制の成熟度を考えると非現実的な策となる。結局、東国と吉備、筑紫（九州）に兵力動員を命じる使者を派遣したが、東国の使者は大海人皇子側の部隊に阻まれ、吉備と筑紫では現地の総領を動かせなかった。特に筑紫では、筑紫率の栗隈王が外国に備える事を理由に出兵を断ったのだが、大友皇子はあらかじめ使者の佐伯男に、断られた時は栗隈王を暗殺するよう命じていた。が、栗隈王の子の美努王、武家王が帯剣して傍にいたため、暗殺できなかった。それでも近江朝廷は、近い諸国から兵力を集められた。7月2日（7月31日）には、近江朝廷の主力軍が不破に向けて進軍したことが見える。しかし内紛が起こり、総帥的立場にあった山部王が蘇我果安と巨勢比等に殺され、果安も後に自殺した。蘇我氏同族の来目塩籠は「河内国司守」として近江朝廷軍を率いていたものの、不破の大海人皇子軍に投降しようとして殺されている。
大和では大海人皇子が去った後、近江朝が倭京（飛鳥の古い都）に兵を集めていたが、大伴吹負が挙兵してその部隊の指揮権を奪取した。吹負はこの後西と北から来襲する近江朝の軍と激戦を繰り広げた。この方面では近江朝の方が優勢で、吹負の軍は敗走したが、吹負は繰り返し軍を再結集して敵を撃退した。やがて紀阿閉麻呂が指揮する美濃からの援軍が到着して、吹負の窮境を救った。
近江朝の軍は美濃にも向かったが、指導部の足並みの乱れから前進が滞った。大海人皇子方と近江方を区別するため「金」という合言葉を用いた。村国男依らに率いられて直進した大海人皇子側の部隊は、7月7日（8月8日）に息長の横河で戦端を開き、以後連戦連勝して箸陵（箸墓古墳）の戦いでの勝利を経て進撃を続けた。7月22日（8月20日）に瀬田橋の戦い（滋賀県大津市唐橋町）で近江朝廷軍が大敗すると、翌7月23日（8月21日）に大友皇子が首を吊って自決し、乱は収束した。美濃での戦いの前に、高市郡に進軍の際、「高市社の事代主と身狭社に居る生霊神」が神懸り「神日本磐余彦天皇の陵に、馬及び種々の兵器を奉れ」と言い、そうすれば大海人皇子を護ると神託をなした。翌天武天皇2年（673年）2月、大海人皇子は飛鳥浄御原宮を造って即位した。
近江朝廷が滅び、再び都は飛鳥（奈良県高市郡明日香村）に移される事になった。
また論功行賞と秩序回復のため、新たな制度の構築、すなわち服制の改定、八色の姓の制定、冠位制度の改定などが行われた。天武天皇は天智天皇よりもさらに中央集権制を進めていったのである。

## 乱の原因
壬申の乱の原因として、いくつかの説が挙げられている。

### 皇位継承紛争
天智天皇は天智天皇として即位する前、中大兄皇子であった時に中臣鎌足らと謀り、乙巳の変といわれるクーデターを起こし、母である皇極天皇からの譲位を辞して軽皇子を推薦するが、その軽皇子が孝徳天皇として即位しその皇太子となるも、天皇よりも実権を握り続け、孝徳天皇を難波宮に残したまま皇族や臣下の者を引き連れ倭京に戻り、孝徳天皇は失意のまま崩御、その皇子である有間皇子も謀反の罪で処刑する。以上のように、中臣鎌足と少数の精鋭のみを集めた「専制的権力核」を駆使して2人による専制支配を続けた結果、大友皇子の勢力基盤として頼みにすることができる藩屏が激減してしまった。天智天皇として即位した後も、旧来の同母兄弟間での皇位継承の慣例に代わって嫡子相続制（すなわち大友皇子（弘文天皇）への継承）の導入を目指した事が同母弟である大海人皇子の不満を高めていった。当時の皇位継承では母親の血統や后妃の位も重視されており、長男ながら身分の低い側室の子である大友皇子の弱点となっていた。大海人皇子の皇位継承を支持する勢力が形成され、天智天皇の崩御から乱が発生したとみられる。

### 白村江の敗戦
天智天皇は即位以前の663年に、百済の復興を企図して朝鮮半島へ出兵し、新羅・唐連合軍と戦うことになったが、白村江の戦いでの大敗により百済復興戦争は大失敗に終わった。このため天智天皇は、国防施設を玄界灘や瀬戸内海の沿岸に築くとともに百済遺民を東国へ移住させ、都を奈良盆地の飛鳥から琵琶湖南端の近江宮へ移した。しかしこれらの動きは、豪族や民衆に新たな負担を与える事となり、大きな不満を生んだと考えられている。近江宮遷都の際には火災が多発しており、遷都に対する豪族・民衆の不満の現れだとされている。また白村江の敗戦後、天智天皇在位中に数次の遣唐使の派遣があるが、大海人皇子が天武天皇として即位して以降、大宝律令が制定された後の文武天皇の世である702年まで遣唐使が行われていない。国内の政治改革も急進的に行われ、唐風に変えようとする天智天皇側と、それに抵抗する守旧派との対立が生まれたとの説もある。

### 額田王をめぐる不和
天智天皇と大海人皇子の額田王（女性）をめぐる不和関係に原因を求める説もある。江戸時代の伴信友は、『万葉集』に収録されている額田王の和歌の内容から、額田王をめぐる争いが天智・天武間の不和の遠因ではないかと推察した。

## 異説・俗説

### 房総における伝説

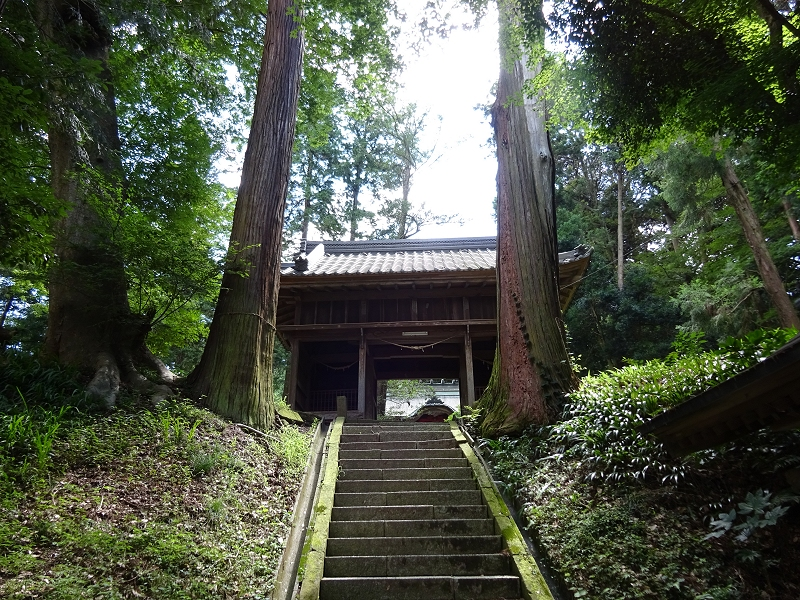
小川御所の跡と言われる白山神社

千葉県には、大友皇子が壬申の乱の敗戦後に、妃・子女や臣下を伴って密かに落ち延びたとする伝説があり、それに関連する史跡が数多く存在する。
中心となるのは、君津市俵田の白山神社である。皇子はこの地に落ち延び、「小川御所」を営んで暮らしていたが、大海人皇子が差し向けた追討軍による急襲を受けて死亡したとされる。周辺の同市戸崎には、皇子に付き従った7人の侍を葬った「七人士の墓」が存在するほか、皇子とともに房総に下ったとされる蘇我赤兄を祀った飯綱神社が同市末吉にある。
また、残された后の十市皇女は山を分け入って大多喜町筒森の「限りの山」にたどりついたものの、その地で難産（流産）の末亡くなったとされ、地元の里人がこれを哀れに思い、大友皇子と十市皇女の霊を手厚く弔い社を建てたのが筒森神社である。

### 九州主戦場説
九州王朝説では、壬申の乱は九州が主な戦場であるとする説もある。それによると、倭京は太宰府、大津京は肥後大津のことであり、難波は筑後平野に在ったと考えられるという。

## 壬申の乱に登場する式内社
（高市県主許梅の神憑り）金綱井に集結した時、高市軍の大領の高市県主許梅は、にわかにロをつぐんでものを言うことが出来なくなった。 三日の後、神憑りのようになって言うのに、 「我は高市社にいる事代主神である。また身狭社（牟佐社）にいる生霊神である」と言い、神の言葉として、「神武天皇の山陵に、馬や種々の武器を奉るがよい」と言った。
高市社とは「大和國高市郡 高市御縣坐鴨事代主神社」 身狭社とは「大和國高市郡 牟佐坐神社」であり孝元天皇の即位された宮地と伝えられている。
また、村屋神の祭神も、祝（神官）に神憑って、 「今、我が社の中の道から軍勢がくる。それで社の中の道を防げ」と言った。
村屋神とは「大和國城下郡 村屋坐弥富都比賣神社」であり大和三道の一つ「中つ道」（橘街道）に面して鎮座している。 三穂津姫命（別名 弥富都比売神）を主祭神とし、大物主命を配祀する。
「九州主戦場説」や「阿波説」は両説とも式内社の記述には沈黙し絶対にありえない事がわかる。